# Arne Risa
Arne Risa (ur. 5 maja 1944 w Bergen) – norweski biegacz długodystansowy. Specjalizował się na dystansach 3000 m z przeszkodami i 10000 m. Reprezentował barwy klubu IL Gular. Podczas kariery mierzył 175 cm, ważył 65 kg.

## Osiągnięcia
- Mistrz Norwegii w biegu na 3000 m z przeszkodami (2x): 1968, 1969[1]
- Mistrz Norwegii w biegu na 10 000 m (5x): 1969, 1970, 1971, 1972, 1974[2]
- Mistrz Norwegii w biegu przełajowym na dystansie 4000 m: 1968[3]
- Mistrz Norwegii w biegu przełajowym na dystansie 8000: 1969, 1972[3]

Wielokrotny rekordzista kraju na różnych dystansach.
Risa startował na olimpiadzie w 1968 roku. W finale biegu na 3000 m z przeszkodami zajął ósme miejsce z czasem 9:09.98 min. Był też uczestnikiem Igrzysk w 1972 roku. W 1969 roku zajął szóstą pozycję w tej samej konkurencji na Mistrzostwach Europy. Wielokrotnie reprezentował Norwegię w zawodach Pucharu Europy.
Jego rekordy życiowe to 8:31.6 min w biegu na 3000 m z przeszkodami (sierpień 1970 – zawody na Bislett Stadion), 13:41.0 w biegu na 5000 metrów (20 czerwca 1970, Warszawa) oraz 28:24,41 min w biegu na 10 000 m (sierpień 1971 – zawody w Helsinkach).